# Wichard von Möllendorff (General)

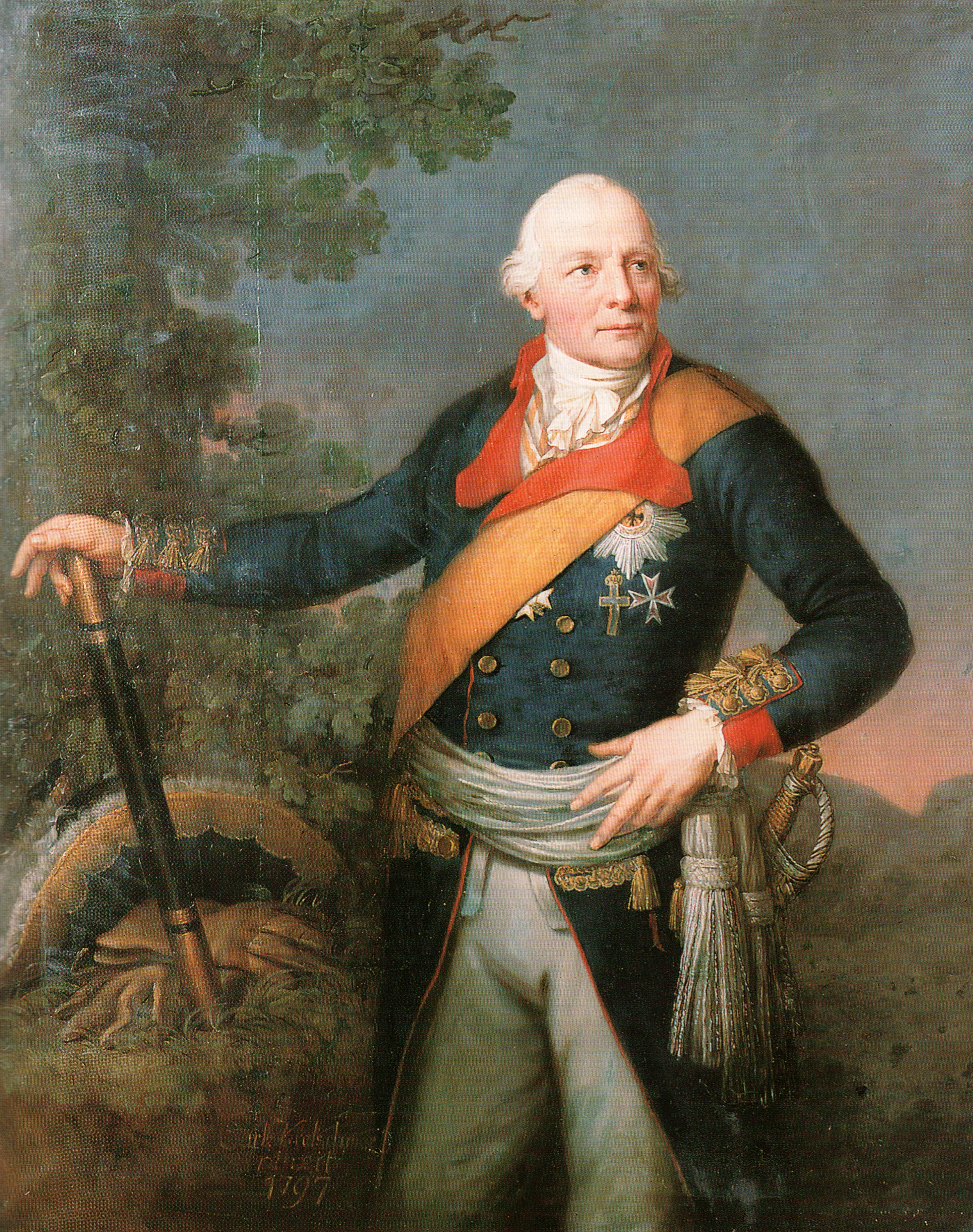
Wichard Joachim Heinrich von Möllendorff, Ölgemälde von Carl Kretschmar 1797.

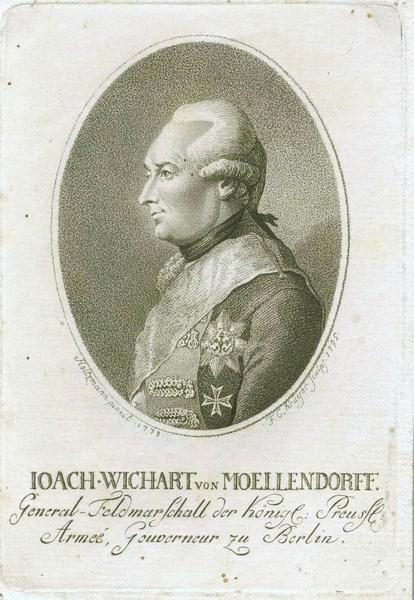
Wichard v. Möllendorff
(Porträtkupferstich von F. C. Krüger 1795 nach einem Gemälde von Holtzmann 1778)

Wichard Joachim Heinrich von Möllendorff (* 7. Januar 1724 in Lindenberg in der Prignitz; † 28. Januar 1816 in Havelberg) war ein preußischer Generalfeldmarschall.

## Leben

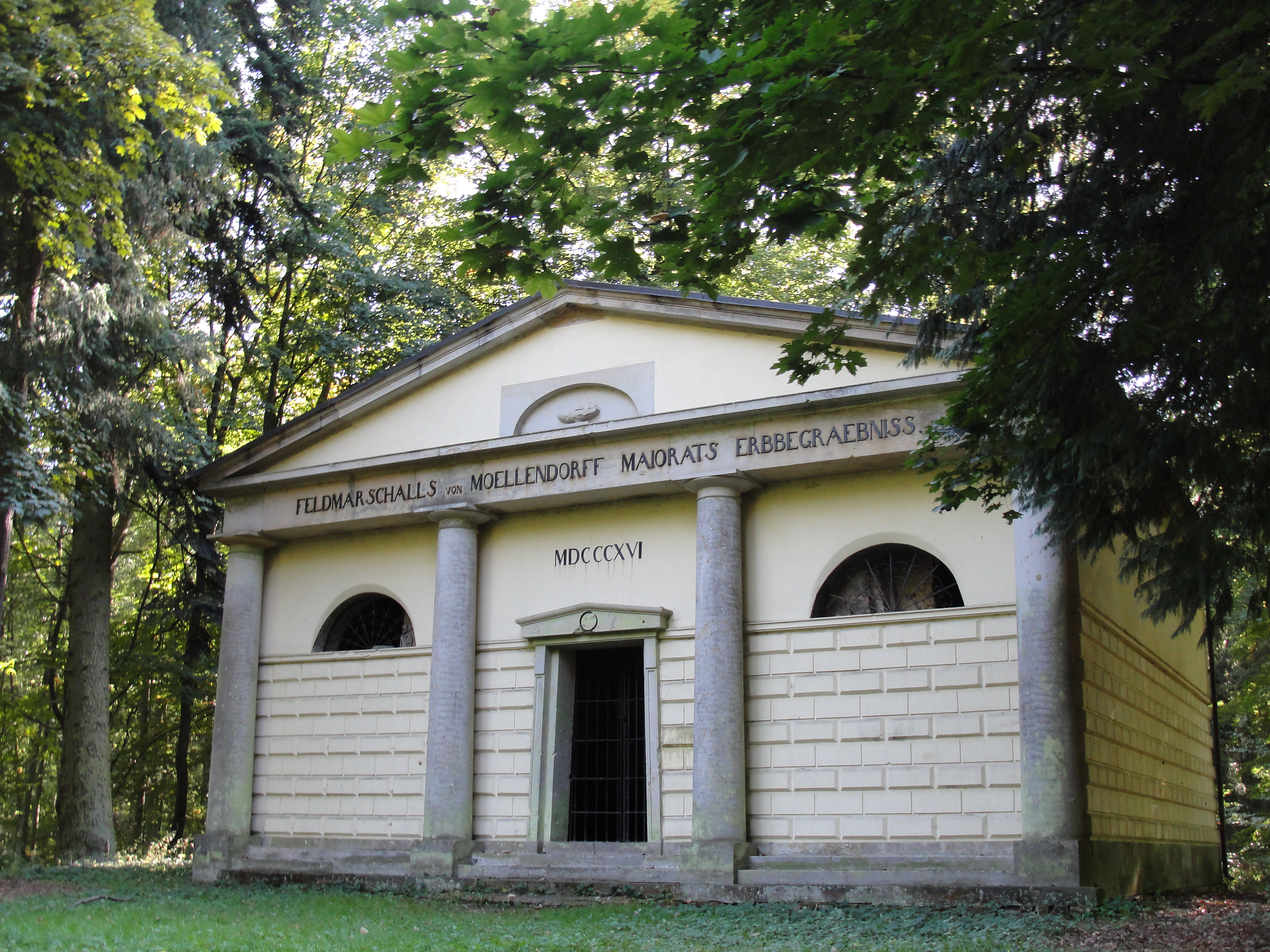
Erbbegräbnis Möllendorff (Architekt Salomo Sachs 1816)

Wichard von Möllendorff war der Sohn von Max Friedrich von Möllendorff (1665–1762), Erbherr auf Lindenberg, Deichhauptmann in der Prignitz, und seiner Ehefrau Alma Elisabeth, geborene von Platen aus dem Haus Kuhwinkel.
Möllendorff wurde 1740 Page bei Friedrich dem Großen und machte später den Zweiten Schlesischen Krieg als Fähnrich mit. Bald darauf wurde er zum Hauptmann befördert und zum Flügeladjutanten ernannt.
Im Siebenjährigen Krieg trug Möllendorff durch die Wegnahme des Friedhofs wesentlich zur Entscheidung der Schlacht bei Leuthen bei, wofür ihn Friedrich mit dem Pour le Mérite dekorierte. Sein Verhalten bei der Belagerung von Breslau belohnte der König 1758 durch die Beförderung zum Major.
Auch in der Schlacht bei Hochkirch zeichnete sich Möllendorff aus und erhielt 1760 als Oberstleutnant das Kommando über das Regiment Garde. In der Schlacht bei Torgau am 3. November 1760 erstürmte er die Süptitzer Höhen, wurde dabei zwar gefangen genommen, Anfang 1761 aber wieder ausgetauscht und zum Oberst befördert. Der König beförderte ihn am 15. Mai 1761 zum Generalmajor. Am 21. Juli 1762 erstürmte Möllendorff den verschanzten Posten von Burkersdorf.
Im Mai 1775 war Möllendorff Generalleutnant und befehligte als solcher im Bayerischen Erbfolgekrieg ein Korps.
Mit seiner Ernennung zum Gouverneur von Berlin am 11. Dezember 1782 erhielt er auch den Oberbefehl über alle in der Garnison liegenden Regimenter sowie über alle in Berlin befindlichen militärischen Einrichtungen und Militärpersonen, auch der Kommandant von Berlin unterstand ihm. Er wurde Chef des „Regiments Ramm zu Fuß“.
Um 1780 baute er im Dorf Lichtenberg bei Berlin einen schlossartigen, wenn auch nur einstöckigen Landsitz, der das „Möllendorffsche Schlösschen“ genannt wurde. Die Gemeinde Lichtenberg benannte um das Jahr 1910 die frühere Dorfstraße, an der auch der Zugang zum Möllendorffschen Anwesen lag, in Möllendorffstraße um. Diesen Namen trug der Verkehrsweg bis 1976, dann wieder ab 1992.
Wiederholt wandte sich Möllendorff gegen den geringschätzigen und harten Umgang preußischer Offiziere mit ihren Soldaten. Er forderte von jungen Offizieren, „den gemeinen Mann mehr mit Ambition als mit Tyrannei zu führen“, also, auf ihn mit dem Appell an das Ehrgefühl anstatt mit Beschimpfungen, Prügeln und anderen Strafen einzuwirken. „Ihro Majestät der König haben keine Schlingel, Canailles, Racailles, Hunde und Kroppzeug im Dienste, sondern rechtschaffene Soldaten.“
Unter Friedrich Wilhelm II. wurde Möllendorff 1787 General der Infanterie und 1793 Generalfeldmarschall. In diesem Jahr befehligte er die nach Polen entsandte Armee. Am 31. Januar 1794 erhielt er an Stelle des Herzogs von Braunschweig den Oberbefehl des preußischen Heeres in der Pfalz. Hier siegte er zwar bei Kaiserslautern am 23. Mai und später nochmals am 20. September, konnte jedoch der Übermacht Frankreichs nicht widerstehen. Unter Friedrich Wilhelm III. leitete er jedes Jahr gemeinsam mit General Ernst von Rüchel die großen Herbstmanöver der preußischen Armee bei Potsdam und Berlin.
Im Krieg von 1806 begleitete er 82-jährig den König Friedrich Wilhelm III. ohne Kommando ins Feld. Am 21. September rutschte er beim Besteigen seines Pferdes am Brandenburger Tor auf der anderen Seite wieder herunter. Am selben Tag stürzte auch Hulots Bellona vom Giebel des Zeughauses. Beide Ereignisse machten sofort in Armee und Publikum als schlechte Vorzeichen die Runde. Nach der Schlacht von Auerstedt duldete Möllendorff die strategisch ungünstige Flucht von Resten der Hauptarmee nach Erfurt. Dort erteilte er, einfachste taktische Grundsätze missachtend, sprunghaft widersprüchliche Befehle, verstummte schließlich und zog sich ins Krankenzimmer zurück, wo er verlangte, als „blessierter Offizier“ angesehen zu werden. Zur „besinnungslosen Kapitulation“ von Erfurt hatte seine Anwesenheit zweifellos beigetragen. Möllendorff ging nach Berlin, wo ihn Napoleon mit dem Großkreuz (Grand Aigle) der Ehrenlegion auszeichnete. Die Annahme der Ehrung brachte ihm Vorwürfe aus patriotischen Kreisen ein.
Wichard von Möllendorff war seit 1754 Domherr des Domkapitels in Havelberg. 1782 erhielt er ferner die Dompropstei Kucklow in Hinterpommern, die er 1796 mit Genehmigung des Königs an den preußischen Minister Karl Georg von Hoym übertrug. Nach dessen Tod 1807 beanspruchte Möllendorff die Dompropstei wieder für sich, worüber er einen Rechtsstreit mit dem preußischen Fiskus führte; doch wurde 1811 die Dompropstei wie alle anderen evangelischen Klöster und Domstifte in Preußen ohnehin aufgehoben. Die Ämter als Domherr und Dompropst hatten zu dieser Zeit den Zweck, Wichard von Möllendorff als verdientem Offizier die damit verbundenen Einnahmen zukommen zu lassen.
Ein 1776 nach der Absenkung des Madüsees in Hinterpommern angelegtes Dorf wurde ihm zu Ehren Möllendorf genannt. Anfang der 1790er Jahre widmete ihm Prinz Heinrich von Preußen eine Gedenktafel auf seinem Rheinsberger Obelisken.

„von Möllendorf, General der Infanterie, war bei allen Feldzügen von 1740 bis 1778. Bei Torgau, 1760, bemächtigte er sich der Anhöhen von Siptitz und entriß dadurch dem Feinde den Sieg. Im Jahre 1762, als er auf gleiche Art die Anhöhen von Burkersdorf gewonnen hatte, nötigte dies den Marschall Daun, seine Stellung zu verändern, welches die Belagerung von Schweidnitz erleichterte. Im Winter von 1778 bis 1779 befehligte er bei der in Sachsen stehenden Armee ein besonderes Corps und schlug den Feind bei Brixen.“

Kurz vor seinem Tod adoptierte der kinderlose General drei seiner Urgroßneffen, die Söhne Hugo (1806–1865), Ottokar (1811–1867) und Arnold (1813–1888) des Majors Theodor von Wilamowitz. Sie trugen daher ab 1815 mit königlicher Erlaubnis erblich den Doppelnamen von Wilamowitz-Moellendorff.
Am 28. Januar 1816 verstarb Wichard von Möllendorff im Alter von 92 Jahren in Havelberg. Seine letzte Ruhestätte fand er in einem nach Plänen vom Architekten Salomo Sachs 1816 errichteten Mausoleum im Park des Schlosses Gadow.